# ちぇり×ちぇり CHERRY×CHERRY
『ちぇり×ちぇり CHERRY×CHERRY』は、そりむらようじによる漫画作品。富士見書房『月刊ドラゴンエイジ』にて2008年1月号から同年12月号まで連載された。単行本は全2巻。
かなり際どいが、一般向け作品である。内容は基本的にラブコメディである。

## ストーリー
予備校生、神代智希はある日突然せらとりると名乗る双子の妹を預かるよう頼まれる。幼馴染で隣人の東城美那穂も巻き込んで、騒がしい同居生活が始まった。

## 登場人物

### 主要人物
神代 智希（かみしろ ともき）
私大に向けて一浪中の予備校生。母親は他界し父親は探検家で世界を渡り歩いているため一人暮らしだったが、突然妹のせらとりるを預かるよう父親に頼まれる。（それまで智希は妹どころか父親が再婚したことすら知らなかった。）
上記のことから、おそらくは小学生の頃から一人暮らしをしていると思われる。
かなりのオタクであり、部屋には抱き枕やフィギュアが溢れかえっている。
神代 せら（かみしろ せら）
智希の妹。9歳でりると双子。
ツインテールでおてんば、いたずらっ娘。
智希の家を占拠したとき、屋根から落ちて智希の腕を骨折させてしまういその怪我が原因で智希は二浪したらしい。
神代 りる（かみしろ りる）
智希の妹。9歳でせらと双子。
セミロングでおしとやかだが、せらと同じくいたずらっ娘。
智希の家を占拠したときにおもらしをしてしまった。
美那穂の胸が気になって、美那穂を盗撮したことがある。
東城 美那穂（とうじょう みなほ）
智希の幼馴染で隣に住んでいる大学生。かなりの巨乳。
智希のことが気になるようで、よく晩御飯をおすそ分けしに行っている。
せらとりるのお姉さん的存在になるが、智希になついている2人を見て妬いている。
優しい性格だが、怒ると怖い。

### その他の人物
父親
智希たちの父親。本名不明。
探検家であり、10年前のアマゾンの探検の時に同行した外国人の学生と再婚してせらとりるが生まれた。妻の死に目にも会いに行かず、アフリカの探検のためせら・りるを日本の智希のところに預けるが、授業参観のときにはこっそり様子を見に来ており、なんだかんだ言って父親として子供達を心配している。
意外とマニアックで、智希の家にせら・りるの着替えを送る際、スクール水着やネコ耳まで送りつけた。
咲（さき）
せら・りるのクラスメート。背が高い。
授業参観のときに蝶子の発言から悪気はなく2人の両親がいないことを不思議に思い、2人を怒らせるが、前から2人と友達になりたかったらしくその後は仲直りして2人と友達になる。
蝶子（ちょうこ）
せら・りるのクラスメート。背が低く武士のようなしゃべり方をする。
咲と同じく授業参観のときに2人の両親がいないことを不思議に思い、2人を怒らせるが、事情を知ると武士道精神に則り咲を巻き添えにハラキリしようとする。
最終的に咲と同じくせら・りると友達になる。

## 書誌情報
単行本
1. 2008年9月9初版 ISBN 978-4047125643
2. 2009年4月9初版 ISBN 978-4047126015